# Loxonema
Loxonema var släkte av högspirade 3–4 centimeter höga havssnäckor med rundade vindlingar och slätt skal som förekommer som fossil i de siluriska avlagringar från Gotland.
Loxonema levde på botten där den troligen grävde i slammet efter föda.